# Château de Médavy
Le château de Médavy est une demeure du XVIIIe siècle, d’architecture classique inspirée de Mansart, qui se dresse sur le territoire de la commune française de Médavy, dans le département de l'Orne, en région Normandie. L'édifice est totalement protégé au titre des monuments historiques.

## Localisation
Le château est situé, à mi-chemin sur la route reliant Argentan à Sées, sur la commune de Médavy, dans le département français de l'Orne.

## Historique
Le château de Médavy est dès le XIIe siècle une place forte du duché de Normandie. Celle-ci appartient au cours du XIIIe siècle aux barons du Merle, dont Foulques du Merle, maréchal de France en 1302. Le château passe par mariages de sa descendante Agnès du Merle aux familles de la Champagne, Painel puis d'Estouteville à partir de 1443. Peu d’informations subsistent sur cette première forteresse qui a été probablement détruite entre 1417 et 1449 lors de la guerre de Cent Ans.
Peu après la fin du conflit franco-anglais, le domaine entre dans la famille Rouxel qui le conservera pendant environ deux cent cinquante ans (jusque vers 1730). Un premier château est construit et le domaine est agrandi par acquisition de terres avoisinantes.
La richesse de la famille s’accroît après le ralliement de Pierre Rouxel à Henri IV : Pierre Rouxel est nommé baron en 1596 et il devient gouverneur d’Argentan, charge qui restera dans la famille jusqu’en 1725. Françoise Rouxel, fille unique de Frédéric Rouxel (seigneur d'Aubry-le-Panthou et de Pierrefitte) et de Margueritte Labbé (dame de La Rozière), épouse le 7 janvier 1598 Antoine Osmond, seigneur du Beuville et du Mesnil-Tison, apportant la baronnie de Médavy à la famille d'Osmond. Le cours de l’Orne est alors détourné pour remplir les douves d’eau vive, ce qui remonte le niveau du sol du nouveau château de 1,5 à 2 m par rapport à l’ancien château. Des tours sont construites aux quatre angles du quadrilatère de douves ; il n’en subsiste aujourd’hui que les tours Saint-Jean et Saint-Pierre. À la fin du XVIIe siècle, le château de Médavy sera momentanément délaissé par la famille Rouxel au profit de l’autre berceau de la famille, le château de Grancey en Bourgogne.
De nombreux membres de la famille Rouxel s’illustreront dans les armes, et deux d’entre eux seront nommés maréchaux de France : Jacques Rouxel de Grancey en 1651 et son petit-fils Jacques Eléonor Rouxel de Grancey en 1724. C’est à ce dernier que nous devons l’essentiel du château actuel de Médavy, qu’il a fait construire entre 1704 et 1725, année de sa mort. Il s’agit d’une construction classique du début du XVIIIe siècle, fortement inspirée de Mansart.
Le château passe entre diverses mains, avant d’être acquis en 1754 par Pierre Thiroux de Montregard, un des fermiers généraux du roi, intendant et administrateur général des postes et relais de France, puis premier valet de chambre du roi Louis XVI en 1789. C’est à cette époque qu’est créé le grand escalier et que seront construits les communs et le colombier (près du haras). La terre de Médavy est par ailleurs érigée en comté en 1769.
La Révolution de 1789 provoque l’exil de la famille de Monregard : Pierre Thiroux de Montregard meurt à l’étranger en 1792, le mobilier est dispersé en 1794, et le château reste inhabité pendant dix ans. Pour pouvoir reconstituer le domaine de son père, Charles Thiroux de Montregard contracte des dettes importantes. Il rase tout ce qui restait encore de l’ancien château de la famille Rouxel, hormis la cuisine et les tours. Le château sera finalement vendu en 1812 sous la contrainte des créanciers. Il restera inhabité jusqu’en 1820.
Madame de la Roque acquiert le château en 1820, le remet en état et l’habite à l’année jusqu’à la fin de sa vie en 1855. Le château est à nouveau remis en état en 1867 par la comtesse de Maussion, une des héritières indirectes de madame Laroque. À sa mort en 1896, le domaine de Médavy compte 325 hectares. Les héritiers de Jean de Maussion, fils de la comtesse de Maussion, vendent Médavy en 1919 à Henri de Peyerimhoff de Fontenelle, industriel, président du comité central des houillères de France, et membre de l’Institut de France.
Monsieur de Peyerimhoff résidera périodiquement à Médavy avec sa famille. Le château sera miraculeusement épargné par les bombardements lors des batailles du débarquement en 1944. Monsieur de Peyerimhoff meurt en 1953 et ses héritiers vendent aux enchères le domaine en plusieurs lots. Le château est acheté par le général de Grancey, gouverneur militaire des Invalides, qui transforme le château en maison de famille pour accueillir sa famille durant les vacances. Passionné par l’histoire des Rouxel de Médavy, le général rassemble au château de Médavy de nombreux objets et documents sur le second maréchal de Grancey et sa famille.
À la mort du général en 1975, Médavy est vendu à monsieur Maurice Rey et à son épouse, déjà propriétaires depuis 1968 de la ferme et des communs où ils ont créé un haras. Au cours de l’été 1976, le château est ouvert pour la première fois au public. Monsieur Rey fait apparaître les pierres, enlève le plâtre recouvrant les piliers du vestibule et de l’ancienne salle à manger du premier étage. La grande tempête de décembre 1999 met gravement à mal toutes les toitures et freine l’enthousiasme de la famille Rey dans son entreprise de remise en état du château. Après la mort brutale de monsieur Rey en 2004 à la suite d’une chute de cheval, sa veuve vend le château de Médavy.
Depuis 2005, les toitures et façades ont été entièrement refaites, et les pièces de réception ont été remeublées pour l’agrément de la visite qui se termine par une collection de cartes.

## Description
La construction du château actuel l'a été sur les bases d’une forteresse plus ancienne comme en témoignent les larges douves et deux tours rondes d'angles imposantes Saint-Pierre et Saint-Jean-Baptiste, coiffées en coupole.
Le bâtiment principal actuel fut érigé entre 1705 et 1724 par Jacques-Léonor Rouxel de Médavy, maréchal de France, et l’ensemble fut embelli entre 1754 et 1789 par Pierre Thiroux de Montregard, fermier général des postes et relais de France.

## Protection
Au titre des monuments historiques :
- le château, sauf parties classées est inscrit par arrêté du 22 octobre 1926 ;
- les façades et toitures du château ; la tour Saint-Pierre ; la tour Saint-Jean-Baptiste abritant la chapelle, y compris les décors intérieurs ; l'allée de tilleuls subsistantes ; le sol des jardins et allées susceptibles d'être reconstitués ; les douves avec leurs trois ponts ; les terrasses avec leurs balustrades ainsi que la grille d'entrée et sauts-de-loup attenants sont classés par arrêté du 7 juillet 1989 ;
- les façades et toitures de l'ensemble des communs et le colombier sont inscrit par arrêté du 7 juillet 1989.

Le jardin, daté du XVIIIe siècle, est inscrit au pré-inventaire des jardins remarquables.

## Visite
Le château est ouvert à la visite tous les après-midis d'été. Le parcours intérieur permet de découvrir un élégant escalier, des salons décorés de mobilier français du XVIIIe siècle, des portraits rappelant les précédents propriétaires, dont la comtesse Thiroux de Montregard par Louis-Michel van Loo. Enfin deux salles des cartes bien dotées abritent des coffres espagnols, des atlas et des globes.
À l'extérieur, deux superbes allées de tilleuls offrent une promenade agréable au bord de l’Orne. La tour Saint-Jean-Baptiste transformée en chapelle et le colombier exposant des œuvres d'art africain sont en visite libre.

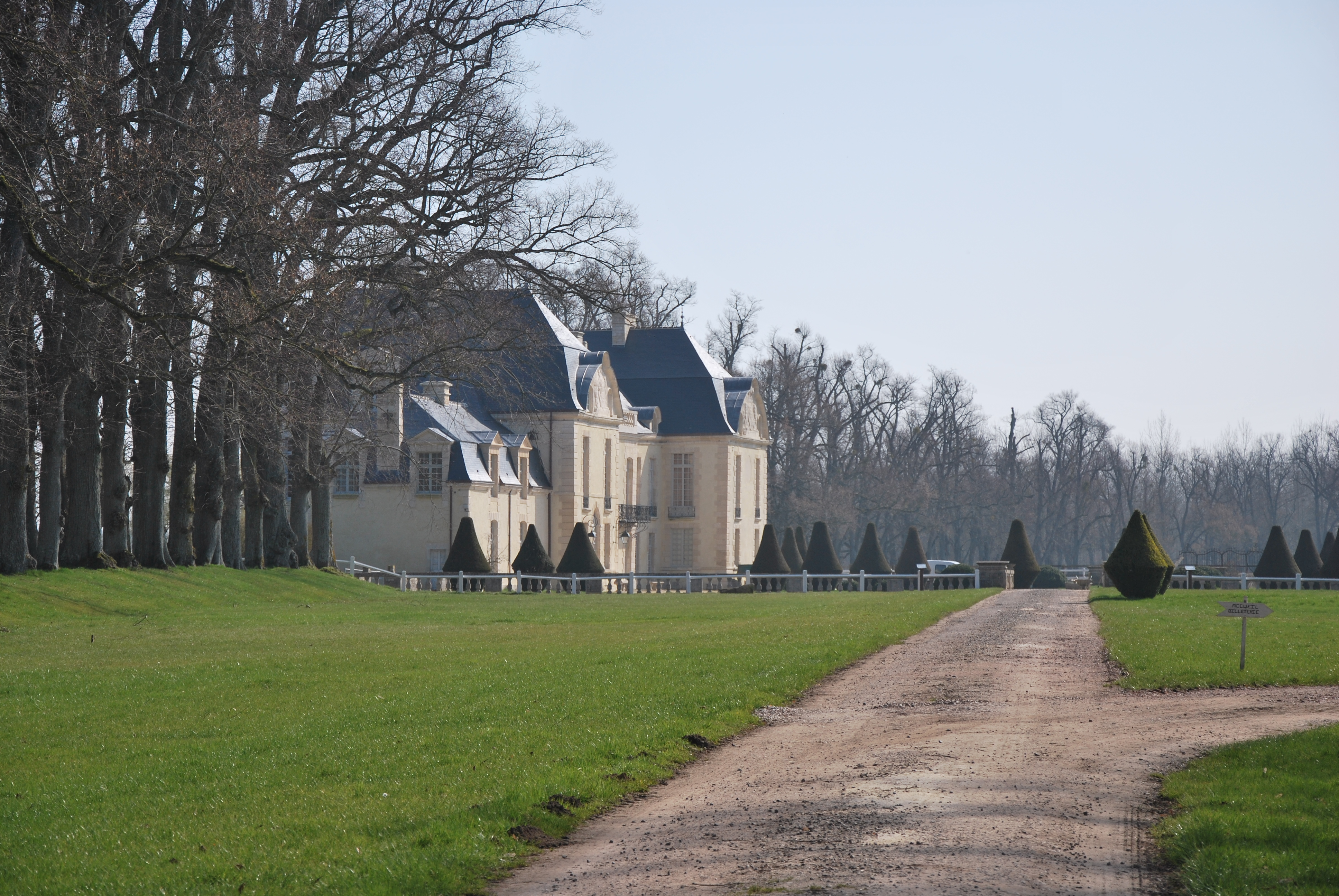
Vue du château depuis l'allée.
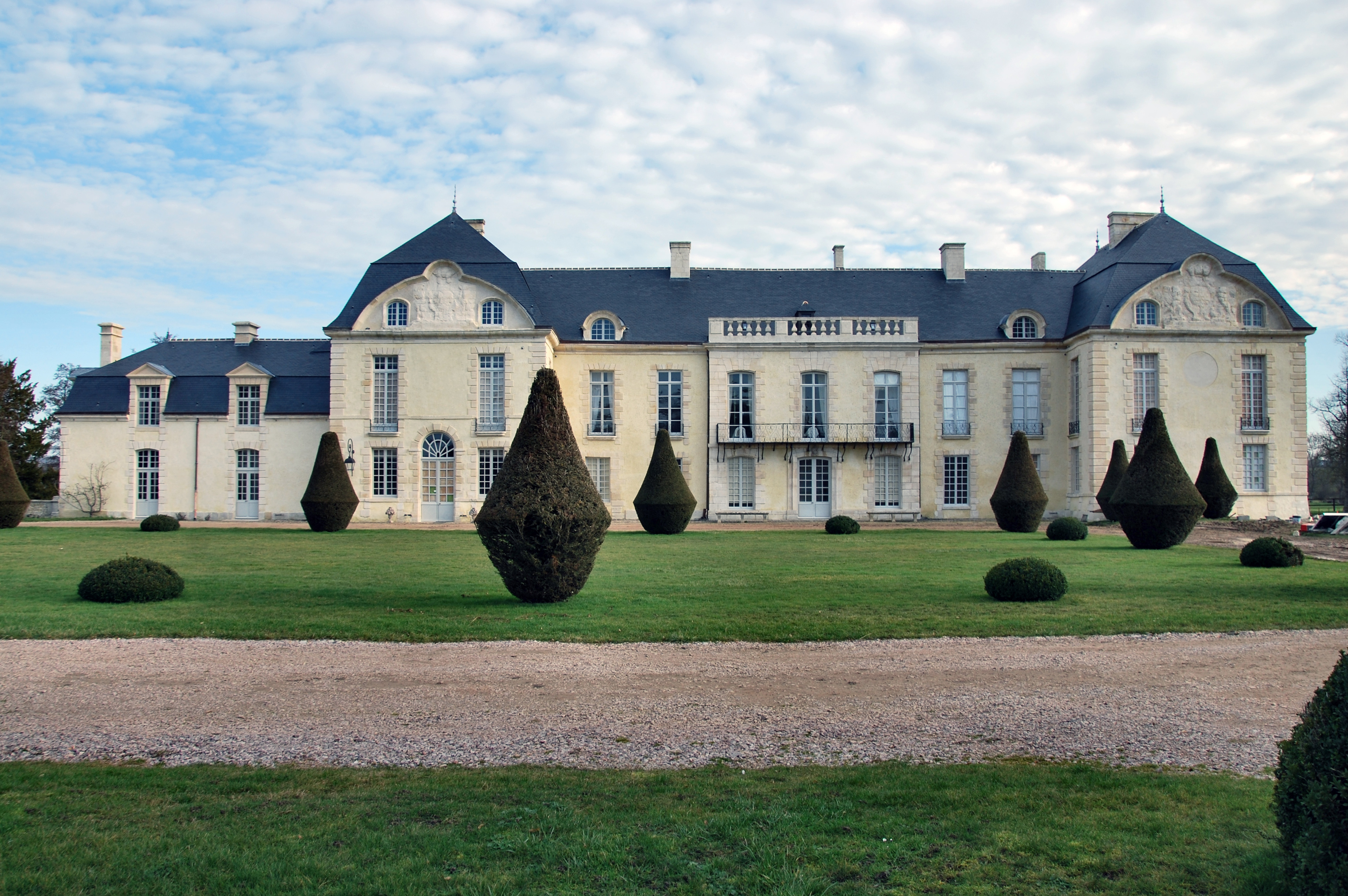
Élévation principale du château.